# Marthe Richard
Marthe Richard (Blâmont, 15 de abril de 1889 - París, 9 de febrero de 1982) fue una de las primeras mujeres aviadoras y espía al servicio del Gobierno francés.

## Biografía
Nació en el seno de una familia modesta. En la ciudad francesa de Nancy, Marthe se inició en la calle a la edad de catorce años, aunque se registró como prostituta en el año 1905. Tras la acusación de un soldado de haber sido contagiado de sífilis por su culpa, fue forzada a abandonar la ciudad de París, lugar al que regresaría posteriormente en 1907, donde se encontraría con Henry Richer, un rico industrial que trabajaba en Les Halles de París, con el que contraería matrimonio unos meses después. En el año 1912, su marido le compró un aeroplano e hizo el primer vuelo en 1913. Marthe reclamó al poco tiempo ser la primera mujer en hacer el recorrido de Le Crotoy-Zúrich en avión.

## Espionaje
En 1914 participa en la fundación de la L'Union patriotique des aviatrices françaises ("Unión Patriótica de las mujeres aviadoras") y su marido muere en el frente de la Primera Guerra Mundial en 1916. Se hace espía bajo las órdenes del capitán Georges Ladoux. Como parte de sus habilidades viaja a Madrid y se hace amante de Von Krohn, la cabeza de la Armada alemana en Madrid. Durante esta época se aloja en el Hotel Ritz. Al regreso a Francia descubre que el capitán Ladoux era un agente doble y que fue arrestado. Se casa por segunda vez con Thomas Crompton en 1926. Thomas era otro millonario, director financiero de la Fundación Rockefeller y patrocinador de la restauración del Petit Trianon. Muere de forma inesperada en 1928 en Ginebra, y Marthe se traslada a Bougival donde vive lujosamente en una mansión. 
Es en esta época cuando es liberado de la cárcel su antiguo jefe el capitán Ladoux y publica sus memorias ficticias en un libro titulado: Memoires, libro que sale a la luz en 1930. Richard reclama parte de los royalties de la obra sin éxito. Finalmente acepta escribir sus propias memorias bajo el pseudónimo de "Richard", su publicación se convierte en un best seller. El título de la obra es: Mi vida al servicio del espionaje francés (adaptado a una película en 1937), su emisión la convirtió en una heroína francesa. Bajo la presión de los medios, su amante Édouard Herriot, primer ministro francés de la época, concede a la viuda Mme Crompton la Legión de Honor por Asuntos Exteriores. Durante la Segunda Guerra Mundial, su coraje fue admirado en Francia y fue muy odiada por los seguidores del Tercer Reich. A pesar de ello, logró contactar con algunos miembros de la Gestapo, incluyendo a François Spirito.

## Carrera política
En 1945, la ahora famosa "heroína de dos guerras", fue elegida miembro del consejo municipal del IV Distrito por la candidatura del MRP. Cuando fue acusada de reclamar 300,000 francos por la liberación de un traidor alemán condenado, su reputación la salvó. Además, sus numerosas contradicciones despertaron escepticismo entre algunas personas.
Cuando el MRP quiso prohibir la prostitución, ella intentó convencer al consejo municipal, pero se negaron. Luego, el 15 de diciembre de 1945, presentó un plan para cerrar los burdeles del VI Distrito. La propuesta fue aceptada, y se cerraron en tres meses. Animada, Marthe Richard inició una campaña para acabar con la prostitución en toda Francia.
El 9 de abril de 1946, Marcel Roclore, Ministro de Estado, presentó el informe de la Commisión sobre población y salud pública, y concluyó que cerrar los burdeles era una necesidad. Pierre Dominjon propuso un proyecto de ley a tal efecto. Este, ahora conocido como La ley Marthe Richard, fue aprobado 
con los votos  de una alianza del demócrata cristiano MRP y los comunistas.
El 13 de abril de 1946, el registro de prostitución fue destruido y 1,400 burdeles fueron cerrados, 180 de ellos en París. Muchos burdeles se convirtieron en hoteles, que las prostitutas siguieron usando. La prostitución todavía era legal, aunque muchos actos relacionados con ella se declararon ilegales.

## Controversia

Detalle de la tumba de Marthe Richard en el cementerio Père-Lachaise, París (2015).

En 1948 surgió una controversia en torno a su nacionalidad. Era británica por su matrimonio con Thomas Crompton (su repatriación fue denegada en 1937). Por tanto, su elección fue ilegal, al igual que las votaciones en las que había participado.
Mientras tanto, el director de Le Crapouillot, Jean Galtier-Boissière, denunció sus servicios a la nación, acusándola de estar implicada en el crimen organizado, de contrabando de joyas, y de encubrimiento de crímenes. El inspector de seguridad nacional, Jacques Delarue, especialista en falsos héroes de guerra, investigó las acusaciones y las encontró falsas en 1954. La llamaron La Veuve qui clôt (La viuda que cierra), un juego de palabras de Antoine Blondin basado en el nombre del champán Veuve Cliquot y maisons closes (casas cerradas) el eufemismo para denominar a los burdeles.